# Villa de Vals
La Villa de Vals est une maison troglodytique située à Vals, dans le canton des Grisons en Suisse.

## Description
Construite en 2009 selon les plans des architectes Bjarne Mastenbroek et Christian Müller, des cabinets d'architecture SeARCH et CMA, la maison a une surface de 160 m2 et peut accueillir dix personnes. Elle sert de chambre d'hôtes.
Leur plan de conception consistait à intégrer totalement la villa dans le paysage afin de ne pas perturber l'environnement naturel. Par conséquent, l'accès à la villa n'est possible que par un tunnel souterrain qui traverse directement le flanc de la montagne depuis l'écurie voisine des Grisons. La façade de la maison est légèrement inclinée, ce qui met en valeur la vue sur le paysage montagneux de la vallée opposée.
La maison a été construite par des entrepreneurs locaux et meublée en collaboration avec divers designers et entreprises internationales. Des pièces et objets de Hella Jongerius, Demakersvan, Scholten & Baijings, Marcel Wanders, Claudy Jongstra, Royal Tichelaar Makkum et Vitra Nederland, entre autres, ont été utilisés.
Elle est mise en vente en 2019,,.
La série de la BBC The World’s Most Extraordinary Homes lui consacre un sujet en 2017.